# Farrum
En astrogeologia, farrum (plural farra; abr. FR) és una paraula llatina que designa en gran manera els pastissos de blat (i, per extensió, el blat), que la Unió Astronòmica Internacional (UAI) utilitza per indicar un accident topogràfic en una superfície planetària consistent en una elevació en forma de pastís o de pa rodó, o bé una alineació d'aquest tipus d'estructures. De moment és un terme que només s'utilitza a Venus, on reben noms de deesses de l'aigua, com Egeria Farrum (a partir d'una nimfa romana de l'aigua) o Oshun Farra (a partir de la deessa ioruba de l'aigua dolça). És un terme regulat per la Unió Astronòmica Internacional.